# Kaguya (ratolí)
Kaguya (かぐや o també 輝夜) és un ratolí femella real que té dues progenitores del mateix sexe. El nom, que significa Llum Brillant, el va rebre en honor d'una princesa del folklore japonès.
Els investigadors encapçalats per Tomohiro Kono a la Universitat d'Agricultura de Tòquio (Japó) es van valer de cèl·lules de dos ratolins femelles distintes per a obtenir un animal nou. Mitjançant un procés anomenat haploidització, a algunes cèl·lules se'ls lleva un dels seus dos conjunts de cromosomes, deixant-les amb només un, com si fossin espermatozoides o òvuls.
No es tracta d'una clonació, atès que s'usen les cèl·lules de dos individus, sinó més aviat d'una partenogènesi.
Podrà utilitzar-se aquest procés en éssers humans? Sembla remot, ja que almenys un dels progenitors emprats és fruit ad hoc de l'enginyeria genètica.
El ratolí Kaguya ja ha parit criatures concebudes de la manera tradicional.